# ثيوفيلوس جورج سميث
ثيوفيلوس جورج سميث (بالإنجليزية: Theophilus W. Smith)‏ (و. 1784 – 1846 م) هو محام، سياسي من الولايات المتحدة الأمريكية ولد في مدينة نيويورك.